# Sylvain Deroeux
Pas d'image ? Cliquez ici

a Compétitions nationales et continentales officielles uniquement.

Dernière mise à jour le 26 novembre 2019.
Sylvain Deroeux, né le 31 mars 1972 à Paris, est un joueur français de rugby à XV. Il mesure 1,82 m pour 95 kg. Il a successivement évolué au PUC, à Argelès-sur-Mer et enfin à Perpignan, où il a terminé sa carrière en 2003, au poste de troisième ligne aile.
Il est président du syndicat Provale de 2006 à 2010, directeur général de l'USA Perpignan de 2012 à 2017 et secrétaire général de la Fédération française de rugby depuis le 29 juin 2023.

## Biographie

### Carrière de joueur
Il est titulaire lors de la finale de championnat de France 1998 avec l'USA Perpignan contre le Stade Français Paris. Les catalans s'inclinent 34 à 7.
En juin 1999, il participe à la tournée des Barbarians français en Argentine. Il est titulaire contre les Barbarians Sud-Américains à La Plata. Les Baa-Baas français s'imposent 45 à 28.

### Reconversion
D'abord élu vice-président de Provale, le syndicat des joueurs professionnels français, il en est devenu le président en octobre 2006, en remplacement de Serge Simon. Il était l’unique candidat en lice puis est réélu en 2008. Il laisse sa place en octobre 2010 à Mathieu Blin. Il est également chef d'entreprise.
Il est le directeur général de l'USA Perpignan de décembre 2011 à juin 2017. En novembre 2016, il annonce qu'il quittera ce poste à la fin de la saison 2016-2017, il veut ainsi se consacrer à ses propres affaires (il possède deux salons de thé à Perpignan). Il est alors remplacé par Denis Navizet. Il reste néanmoins impliqué dans le club puisqu'il intègre le conseil d'administration en tant que vice-président avec, pour mission, la mise en œuvre du chantier concernant le centre de formation et d'entraînement du club. En mars 2018, il démissionne de son poste.
En 2020, il est candidat pour intégrer le comité directeur de la Fédération française de rugby. Il est présent en 9e position sur la liste menée par Florian Grill et qui s'oppose à Bernard Laporte, président de la FFR. Il est désigné comme futur secrétaire général si la liste l'emporte. Celle-ci réunit 48,53 % des voix à l'issue du scrutin le 3 octobre 2020, et obtient 9 sièges. Sylvain Deroeux est ainsi élu au sein du comité directeur de la FFR. Le 27 janvier 2023, il quitte le comité directeur de la fédération avec tous les élus de l'opposition, après la démission du président Bernard Laporte et l'appel de la ministre des Sports à une démission de l'ensemble du comité directeur pour provoquer de nouvelles élections générales. Lors de l'élection partielle de mai 2023 pour renouveler 12 membres, il ré-intègre le comité directeur avec 11 autres membres de la liste Ovale Ensemble, menée par Florian Grill, qui s'oppose à l'équipe en place.
En 2022, il devient président du Céret sportif. À partir de 2023, il est co-président avec Philippe Pejoan et Jérôme Sanchez.
En juin 2023, Florian Grill est élu à la tête de la Fédération française de rugby et Sylvain Deroeux devient secrétaire général lors du comité directeur du 29 juin 2023. En 2024, il est de nouveau candidat lors du renouvellement du comité directeur de la FFR, toujours sur la liste menée par le président sortant Florian Grill. La liste Ovale Ensemble l'emporte avec 67,22 % des voix et Sylvain Deroeux intègre le comité d'orientation politique, nouvel organe de direction de la FFR.

## Palmarès
- Championnat de France de rugby à XV
  - Finaliste (1) : 1998

## Sélections
- International Universitaire
- Sélectionné France A